# المخلوقات 3
المخلوقات 3 (بالإنجليزية:Critters 3) ، هي فيلم أمريكي من نوع الخيال العلمي ورعب ، أنتجت من قبل شركة نيو لاين سينما سنة 1991 ، وشارك فيه الممثل المشهور ليوناردو دي كابريو .

## أجزاء أخرى
- المخلوقات
- المخلوقات 2
- المخلوقات 4

## وصلات خارجية
- المخلوقات 3 على موقع أول موفي.
- المخلوقات 3 على موقع IMDb (الإنجليزية)
- المخلوقات 3 على موقع ميتاكريتيك (الإنجليزية)
- المخلوقات 3 على موقع روتن توميتوز (الإنجليزية)
- المخلوقات 3 على موقع نتفليكس (الإنجليزية)
- المخلوقات 3 على موقع قاعدة بيانات الأفلام العربية
- المخلوقات 3 على موقع ألو سيني (الفرنسية)
- المخلوقات 3 على موقع Turner Classic Movies (الإنجليزية)
- المخلوقات 3 على موقع أول موفي (الإنجليزية)
- المخلوقات 3 على موقع فيلمافينيتي (الإسبانية)
- المخلوقات 3 على موقع قاعدة بيانات الفيلم (الإنجليزية)